# Andrzej Karczewski
Andrzej Mirosław Karczewski (ur. 25 września 1953 w Warszawie) – polski poligraf i wydawca, działacz opozycji demokratycznej w okresie PRL.

## Życiorys
Ukończył w 1976 Technikum Poligraficzne w Warszawie. Pracował w wyuczonym zawodzie. W 1980 wstąpił do "Solidarności", był pracownikiem Regionu Mazowsze związku. W 1981 został redaktorem technicznym "Tygodnika Solidarność". Po wprowadzeniu stanu wojennego zaangażował się w działalność drugiego obiegu (m.in. w ramach Wydawnictwa Głos). Działał w podziemnym Stowarzyszeniu Dziennikarzy Polskich, utrzymywał kontakty z emigracyjnymi środowiskami kulturalnymi. Pracował zawodowo w spółdzielni dziennikarskiej.
Był współtwórcą niezależnego periodyku polityczno-kulturalnego "Wolne Pismo MOST", a następnie w 1984 współzałożycielem podziemnego Wydawnictwa Most, w którym zajmował się także działalnością drukarską i dystrybucją. Oficyna ta wydała w drugim obiegu kilkadziesiąt pozycji książkowych, broszur i czasopism, w tym publikacje emigracyjne. Po przemianach politycznych z 1989 Andrzej Karczewski był współwłaścicielem powstałej na bazie tego wydawnictwa Oficyny Wydawniczej Most, w 1996 po przekształceniach organizacyjnych został właścicielem Wydawnictwa Most.
W latach 80. nagrodzony przez australijską fundację Polcul Foundation. W 1999 otrzymał odznakę Zasłużony Działacz Kultury. W 2011 odznaczony Krzyżem Kawalerskim Orderu Odrodzenia Polski, a w 2016 Krzyżem Wolności i Solidarności.